# Radiostacja im. Konowalca
Radiostacja im. Konowalca – lwowska rozgłośnia radiowa działająca w 1941 roku.
Radiostacja znajdowała się na ulicy Batorego (kniazia Romana). Została zajęta 30 czerwca 1941 rano przez żołnierzy batalionu „Nachtigall”. Prowadził ją początkowo student Julijan Sawićkyj, który na antenie 30 czerwca 1941 kilkakrotnie ogłosił Akt odnowienia Państwa Ukraińskiego. Później dyrektorem został Łew Rebet. 1 lipca 1941 radio nadało list pasterski arcybiskupa Szeptyckiego, a 6 lipca 1941 – list pasterski biskupa Chomyszyna.
Radio zostało zamknięte przez władze niemieckie w lipcu 1941, dokładna data nieznana.